# Nathalie Drach-Temam
Nathalie Drach-Temam est une informaticienne et mathématicienne française. Elle est présidente de Sorbonne Université depuis décembre 2021,.

## Biographie
Nathalie Drach-Temam a obtenu son doctorat en informatique de l'Université de Rennes 1 en 1994 avec une thèse sur l'optimisation des pipelines dans les microprocesseurs, sous la direction d'André Seznec. Elle obtient en  2002 son Habilitation à diriger des recherches (HDR) à l'université Paris Sud. 
Elle a travaillé à partir de 1994 au Laboratoire de recherche en informatique (Université Paris Sud), puis a intégré en 2004 le laboratoire LIP6 (à l'Université Pierre et Marie Curie qui deviendra ensuite Sorbonne Université) où elle a fondé et dirigé l’équipe de recherche ALSOC (« Architecture et Logiciels pour Systèmes sur puce ») de 2006 à 2011. Elle a aussi fondé et dirigé un master en « Architecture et Conception des Systèmes Intégrés ».
Elle est spécialisée dans la conception des systèmes embarqués haute-performance, et dans la prise en compte simultanée des dimensions matérielle et logicielle.
De 2012 à 2016, Nathalie Drach-Temam a été Vice-Présidente de l'UPMC et responsable de la vie étudiante et de l'insertion professionnelle, puis de 2016 à 2017 de l'enseignement et de l'insertion professionnelle. De 2018 à 2021, elle a été vice-présidente de Sorbonne Université chargée de la recherche, de l'innovation et de la science ouverte.
Le 14 décembre 2021, le Conseil d'administration de Sorbonne Université l'a élue Présidente de l'université avec 24 voix sur 35. Elle succède à Jean Chambaz, qui dirigeait l'université en tant que président fondateur depuis 2018. Son mandat dure jusqu’au 14 décembre 2025. Elle est également présidente de l'Udice, alliance de 13 établissements français de recherche intensive,. 

## Décorations
- Officière de la Légion d'honneur le 11 juillet 2025[9].

Elle a été nommée à l'ordre des chevaliers de la légion d'honneur en 2015.

## Principales publications
- (en) Bruno Robisson, Michel Agoyan, Sylvain Bouquet et Minh Huu Nguyen, « Management of the security in smart secure devices », hal.sorbonne-universite.fr,‎ 22 mars 2011, p. 1 (lire en ligne, consulté le 19 mai 2025)
- Nguyen Minh Huu, Bruno Robisson, Michel Agoyan et Nathalie Drach, « Low-cost fault tolerance on the ALU in simple pipelined processors », CrossRef, IEEE,‎ avril 2010, p. 28–31 (ISBN 978-1-4244-6612-2, DOI 10.1109/DDECS.2010.5491822, lire en ligne, consulté le 19 mai 2025)
- (en) Claude Limousin, Julien Sebot, Alexis Vartanian et Nathalie Drach-Temam, « Improving 3D geometry transformations on a simultaneous multithreaded SIMD processor », CrossRef, ACM,‎ 17 juin 2001, p. 236–245 (ISBN 978-1-58113-410-0, DOI 10.1145/377792.377839, lire en ligne, consulté le 19 mai 2025)
- (en) Nathalie Drach, Alain Gefflaut, Philippe Joubert et André Seznec, « About cache associativity in low-cost shared memory multi-microprocessors », hal.science, INRIA,‎ 1993 (lire en ligne, consulté le 19 mai 2025)